# One Thousand to One Shot
One Thousand to One Shot è un cortometraggio muto del 1914. Il nome del regista non viene riportato nei credit del film basato su un soggetto di Stanner E.V. Taylor.

## Produzione
Il film fu prodotto dalla Biograph Company.

## Distribuzione
Distribuito dalla General Film Company, il film - un cortometraggio di 150 metri - uscì nelle sale cinematografiche statunitensi il 9 febbraio 1914. Nelle proiezioni, veniva programmato con il sistema dello split reel, accorpato in un'unica bobina con un altro cortometraggio prodotto dalla Biograph, la comica Skelley Buys a Hotel.
Non si conoscono copie ancora esistenti della pellicola che viene considerata presumibilmente perduta.